# Рупін (Остроленцький повіт)
Рупін (пол. Rupin) — село в Польщі, у гміні Бараново Остроленцького повіту Мазовецького воєводства.
Населення — 170 осіб (2011).
У 1975-1998 роках село належало до Остроленцького воєводства.

## Демографія
Демографічна структура станом на 31 березня 2011 року:
|          | Загалом | Допрацездатний вік | Працездатний вік | Постпрацездатний вік |
| -------- | ------- | ------------------ | ---------------- | -------------------- |
| Чоловіки | 86      | 16                 | 58               | 12                   |
| Жінки    | 84      | 15                 | 36               | 33                   |
| Разом    | 170     | 31                 | 94               | 45                   |